# Victor Amram
Víctor Jaime Amram Cazes (Caracas, Venezuela, 8 de abril de 1947) es un Comisario policial especialista en Ciencia Forense, justicia Criminal, funcionario público en cuerpos de seguridad en el sector público y privado, licenciado en Psicología, docente e instructor académico  y escritor venezolano. Fue Comisario General encargado de la Policía Técnico Judicial (PTJ) (actual Cuerpo de Investigaciones Científicas, Penales y Criminalísticas "CICPC") desde 1991 hasta 1999 y Presidente del Instituto de Seguridad Social (1999)
Ha sido autor de varias publicaciones dentro de las que se destacan novelas, fábulas y libros basados en su experiencia laboral y su vida cotidiana. Como lector empedernido de variados autores, tiene preferencia de aquellos que explotan el género del absurdo, teniendo la influencia de grandes escritores como Franz Kafka, Julio Cortázar, Albert Camus, Gabriel García Márquez, entre otros.
Policía de carrera, Víctor trabajó durante varias décadas en la Policía Técnico Judicial "PTJ" (ahora "CICPC"), siendo asignado policía en distintas divisiones de dicha institución desde 1971, hasta retirarse de esta institución en 1999, periodo en el cual también, manejaba diversas actividades académicas, administrativas y de representación, incluido el manejo presupuestario de distintas universidades de justicia criminal y la creación de programas académicos, participando también activamente en la resolución de centenares de crímenes, de diferente índole, desempeñándose en una brillante carrera dentro de los cuerpos policiales. Igualmente se especializó en criminalística, narcotráfico, seguridad nacional y en situaciones de secuestro y de toma de rehenes.
Ha recibido diversas condecoraciones y reconocimientos, producto de su labor policial, también fue candidato para secretario general de la Interpol en 1998.

## Inicios y educación
Víctor Amram nació en Caracas. Fue estudiante de distintas universidades dentro y fuera de Venezuela en donde se gradúa obteniendo diferentes títulos en cada una de ellas. En el Instituto Universitario de Policía Científica (Caracas, Venezuela) se graduó como licenciado en ciencias policiales, en la Universidad Católica Andrés Bello (Caracas, Venezuela) obtiene el título de especialista en ciencia forense, luego en la Universidad Central de Venezuela obtiene la licenciatura en psicología, en la Universidad de Tel Aviv, Israel se graduó como máster en criminología y en Nova University, Florida, Estados Unidos de máster en seguridad nacional. Durante sus estudios se residencio en distintos países logrando aprender diferentes idiomas como inglés, francés, portugués y hebreo.

## Vida policial
Desde que ingreso en 1971 hasta su retiro de la Policía Técnica Judicial tras su desintegración en 2001, procuro dotarse de gran y notoria formación, desempeñándose también como profesor, instructor y facilitador, Amram se destacó como uno de los mejores investigadores y más eficaces dentro de la institución por su capacidad para resolver y liderar eficazmente diversos casos de diferente índole, como robos, asesinatos, secuestros, narcotráfico, extorsiones, entre otros. Este llegó a ascender dentro de este cuerpo policial hasta convertirse en Comisario General de la Policía Técnico Judicial, siendo esta la posición más alta. En 1982 como comisario jefe desmanteló una banda criminal conducida por un Mayor General, quien se encargaba de contrabandear aviones
Estuvo a la cabeza de diversos casos, de gran altura y tan polémicos como conocidos, como lo fue el de Lorena Marquez de Capriles (caso por el cual, el escribiría un libro) y que dicho caso al examinar este se daría cuenta de las inconsistencias y que posiblemente se tratase de un homicidio por parte de Manasés Capriles (esposo de la víctima) y no un suicidio como alegaba el esposo, pero el no lo llegaría a completar ya que sería posteriormente apartado del caso por decisión de ambas familias, después de varias polémicas en el caso, este sería cerrado tomado como un suicidio, a pesar de que se indicaba lo contrario.
Igualmente conocido fue su participación en la creación de la Brigada de Operaciones y Apoyo (BOA). Esta unidad élite de lucha contra el crimen fue creada en el Estado Aragua por el entonces gobernador Carlos Tablante Hidalgo durante su primera gestión en el año 1990, y organizado por el comisario Víctor Amram, experto en secuestros y negociación de rehenes que para ese entonces era el secretario de política del gobierno de Aragua durante su primera gestión.

## Vida política
Tras su retiro de la vida policial en 2001 por la desintegración de la Policía Técnico Judicial, Amram no dejó de tener comunicación con organismos militares y de inteligencia del país, esto, aunado por el conocimiento estratégico y de inteligencia supusieron una gran amenaza para el entonces presidente de Venezuela Hugo Chávez, quien ya en 2002 había sufrido un golpe de Estado que lo sacaría momentáneamente del poder. Chávez acusó a Víctor de conspirar contra su gobierno, planear un golpe de Estado, de ser miembro de la Mosad (una de las agencias de inteligencia de Israel) y de querer atentar contra su vida. Después de un periodo de tiempo, Amram decide abandonar Venezuela tras sentir que su vida corría peligro, luego casi ser víctima de un atentado con un Coche bomba.
Fue uno de los primeros exfuncionarios y figuras públicas de Venezuela en denunciar la incursión del espionaje cubano por medio del G2 en todos los sistemas políticos, militares y de seguridad del estado. Amram denuncia inclusive que todo la vida política en Venezuela es controlada desde Cuba: 

En Venezuela existe un cable que llega desde Cuba y se mete por el oriente del país y es desde donde se controla todo, la identificación, elecciones, todo...

Por otro lado ha expuesto constantemente como Venezuela esta divida, por distintos sectores que buscan el control de la nación, por un lado los iraníes y Hezbolá que según él, controlan el estado amazona y donde el presume hay bases nucleares, y por otro lado los cubanos que a su juicio son los que mayor poder tiene en la nación.
Analizo y evualuó públicamente diversos sucesos ocurridos en Venezuela durante las protesta del 2017 así como el Ataque al Tribunal Supremo de Justicia de Venezuela de 2017 ejecutado por Óscar Alberto Pérez. A su vez fue un duro crítico del asesinato de este último, tildando el caso de "Asesinato extrajudicial" cuestionando también, el hecho de que en Venezuela no existe la pena de muerte por lo que este debió haber tenido un debido proceso judicial y no lo que el considera "Una ejecución". Dlugas Rico actual director del CICPC rechazo las declaraciones de Victo Amram, a través de una serie de 23 mensajes publicados en Twitter, el alto funcionario venezolano rechazo la afirmación hecha por Amram durante una entrevista con el programa Dígalo Aquí del canal El Venezolano TV que transmite en Miami, Estados Unidos el cual declaraba que los funcionarios policiales de Venezuela son delincuentes y sobre el caso del asesinato de Óscar Pérez. Rico lamentó que las declaraciones del comisario general retirado que, a su juicio se dan “desde su estómago y no desde la razón”, además instó al experto en seguridad a debatir ideas personalmente sobre los cuerpos de seguridad venezolanos.

## Vida como escritor
A principios de su incursión en la escritura, escribió una fábula titulada «Estos templos a veces se despiertan, a veces duermen» (1972), posterior a ello fue coautor de «Estudios forenses» (1977), luego publicó libros como«El secuestro y la toma de rehenes: una nueva realidad?» (2001), «"El Suicidio el Siglo"» (2011) y «Cuando quiero llorar ... Escribo» (2014)
Su segundo libro es una novela del género negro llamada «"El Suicidio el Siglo"» (2011) basada en hechos de la vida de real, confrontando la madurez del investigador criminal con la dureza de la pluma, donde expresa inquietudes y temores propios de un policía, obsesionado por encontrar la verdadera respuesta a la incógnita surgida a raíz de la muerte de una bella modelo, casada con un hombre rico, poderoso e influyente, donde todo y todos parecen esconder la verdad, dejando una duda profunda si este fue un suicidio u homicidio.
Fue el ganador del Concurso de Aniversario de Palibrio por su reflexión sobre el significado que tenía para el publicar un libro: "Cuando nació mi primer hijo, tuve el profundo sentimiento de que a partir de ese momento comenzaba a tener continuidad. Cuando nació mi primer libro, sentí que a partir de ese momento comenzaba a ser eterno". Siendo este a diferencia del posterior, un libro donde reúne un compendio de sus mejores cuentos, con poemas y reflexiones, en un intento por reflejar sentimientos y emociones acumulados durante una vida de pasiones y confrontaciones profesionales frente a problemas sociales y sus sentimientos encontrados.